# Lanceonotus mukkaliensis
Lanceonotus mukkaliensis är en insektsart som beskrevs av Thirumalai 1986. Lanceonotus mukkaliensis ingår i släktet Lanceonotus och familjen hornstritar. Inga underarter finns listade i Catalogue of Life.